# Julien Gosselin
Julien Gosselin is een Franse theaterregisseur (1987). Hij is lid van het Si vous pouviez lécher mon cœur-collectief en maakt vaak marathonvoorstellingen waarin hij literatuur film en muziek vemengt. Zijn bewerking van Elementaire Deeltjes van Michel Houellebeq uit 2013 duurde vier uur. In 2016 volgde 2666, naar een roman van de Chileense auteur Roberto Bolaño, dat ruim elf uur duurde. De Don DeLillo marathon Joueurs / Mao II / Les Noms uit 2019 klokte af op negen uur en drie kwartier.

## Biografie
Gosselin werd geboren op 10 april 1987 en groeide op in Oye-Plage, in Pas-de-Calais en studeerde aan het Espad (École Supérieure d’Art Dramatique) in Tourcoing. Hij werkte als regie-assistent voor Pierre Foviau, Laurent Hatat en zijn lesgever Stuart Seide. Na hun afstuderen richtte Gosselin in 2009 samen met enkele medestudenten - Guillaume Bachelé, Antoine Ferron, Noémie Gantier, Alexandre Lecroc, Victoria Quesnel en Tiphaine Raffier - het collectief Si vous pouviez lécher mon cœur op. Die naam verwijst naar een zin uit Claude Lanzmann’s documentaire Shoah (1985): “Als je aan mijn hart kon likken, zou je vergiftigd sterven.”
Als Gosselin kennismaakt met het zogenaamde totaaltheater van regisseurs als Jan Lauwers, Guy Cassiers en Ivo van Hove ontdekt hij verwante geesten. Hij omschrijft zijn theater als "documentair" en als "een polyfonisch gebeuren, dat een breed palet van registers opent". Meestal kiest hij voor bewerkingen van hedendaagse teksten, waarmee hij de toeschouwer "rechtstreeks kan aanspreken in de taal van vandaag".
De eerste werken die hij regisseert zijn Gênes 01 (2010) van Fausto Paravidino en Tristesse Animal Noir (2011) van Anja Hilling.
Voor de 67e editie van het Festival van Avignon in 2013 creëert hij een bewerking van de cultroman Elementaire Deeltjes van Michel Houellebeq. Dit is de eerste keer dat een Franse regisseur zich aan het oeuvre van Houellebeq waagt. Gosselin verklaart dat zijn collega's van het Franse theater "mogelijk angst hebben" voor de soms subversieve thema's van Houellebeq. Het verhaal van deze voorstelling volgt nauw dat van het controversiële boek over twee halfbroers - de ongeremde hedonist Bruno en de geniale wetenschapper Michel - die opgroeien tegen de achtergrond van het naoorlogse idealisme dat verruild werd voor de consumptiemaatschappij. De tien acteurs spelen dubbelrollen, maken video-opnames en live muziek en reciteren Houellebecqs poëtische beschrijvingen, die ook geprojecteerd worden op videoschermen.
In 2014 regisseert Gosselin Je ne vous ai jamais aimés, naar een tekst van Pascal Bouaziz. Het jaar daarop creëert het collectief Le Père, gebaseerd op L'Homme Incertain van Stéphanie Chaillou.
In 2016 maakt hij een elf uur durende bewerking van de meer dan duizend pagina's tellende roman 2666 van Roberto Bolaño, waarin twee verhaallijnen de rode draad vormen: de zoektocht van vier academici naar een mysterieuze Duitse schrijver en het mysterie van de moorden op de vrouwen van een fictief stadje in het Noorden van Mexico. Het is een voorstelling waar vaart in zit, met een grote rol voor de onheilspellende elektronische muziek en videobeelden. Op videoschermen verschijnen tussentitels, close-ups van de acteurs of vooraf opgenomen sequenties.
1993 uit 2017 is een stuk over "de hedendaagse Europese mythes" en werd geschreven door Aurélien Bellanger. Het einde van het millennium in Europa werd volgens de co-auteurs getypeerd door de aanleg van twee tunnels: de CERN-tunnel aan de Frans-Zwitserse grens met de deeltjesversneller, waar onderzoek gedaan wordt naar de "elementaire deeltjes", en de tunnel onder het Kanaal, als symbool voor de eenmaking van het continent. De voorstelling stelt de vraag wat er gebeurd is met het Europa-project in de periode tussen 1993 en 2017.
Het negen uur durende drieluik Joueurs / Mao II / Les Noms volgt in 2018. Deze voorstelling is gebaseerd op bewerkingen van drie romans van de Amerikaanse auteur Don DeLillo, respectievelijk Players (1977), Mao II (1991) en The Names (1982). Met deze mix van literatuur and theater tracht Gosselin "het verhaal van het terrorisme" te vertellen. Joueurs behandelt de link tussen economie en terreur. Mao II gaat over "radicaliteit en liberalisme in de Verenigde Staten gedurende de jaren ‘80" en over hoe "terroristen de cultuurbepalende rol van kunstenaars hebben ingenomen". Les Noms is een detectiveverhaal, waarin sektarische moorden centraal staan. Gosselin noemt DeLillo "de katalysator van de thema's waarop hij zich geconcentreerd heeft: de literatuur, het geweld, de manier waarop de mens slachtoffer is van onderliggende bewegingen die voortgebracht worden door de geschiedenis of de maatschappij waarin hij zich bevindt." Deze marathonvoorstelling is zeer cinematografisch qua scenografie, waarin de eclectische soundtrack andermaal een grote rol speelt.
Le Marteau et la Faucille (De hamer en de sikkel) uit 2019 is gebaseerd op een kortverhaal van Don DeLillo genaamd Hammer and Sickle. Deze voorstelling was aanvankelijk gepland als een onderdeel van Joueurs / Mao II / Les Noms en bestaat uit een monoloog over witteboordencriminaliteit, gespeeld door acteur Joseph Drouet.
Ook Vallende Man (2019) is een bewerking van DeLillo, wiens Falling Man uit 2007 een reflectie is "op het mondiale terrorisme en het effect ervan op een New Yorks gezin in de nasleep van 9/11".  Deze voorstelling gaat over een man die op het moment van de aanslag in het World Trade Center is en ontsnapt, maar vervolgens de greep op zijn eigen leven kwijtraakt. Gosselin werkte voor deze Nederlandstalige productie met Toneelgroep Amsterdam.
Le Passé (2021) vertrekt van het oeuvre van de Russische toneelschrijver Leonid Andrejev, voor "een reis doorheen het 19e-eeuwse Rusland en de vroege jaren zestig." Voor deze voorstelling, waar historische kostuums, kaarslicht en oude decors worden vermengd met livemuziek en hedendaagse videobeelden, laat Gosselin zich ook inspireren door filmmakers Jean-Luc Godard en François Truffaut.
In mei 2021 maakt Gosselin ook een bewerking van Dekalog, een serie kortfilms van Poolse regisseur Krzysztof Kieslowski, met studenten van het Théâtre National de Strasbourg. De ethische dilemma's die in die tien kortfilms aan bod kwamen, worden opnieuw onderzocht in een "hybride tussen theater en film". De voorstelling duurt vijf uur, zonder pauze, en het publiek wordt uitgenodigd om het podium te betreden.
Als artist in residence voor Volksbühne Berlin creëert hij in 2022 de voorstelling Sturm und Drang - met als ondertitel Geschichte der Deutschen Literatur Vol.1 - waarin hij de tekst van Die Leiden des jungen Werthers van Johann Wolfgang von Goethe verweeft met de bespiegelingen over Goethe die auteur Thomas Mann neerpende in zijn roman Lotte in Weimar.

## Voorstellingen
- Gênes 01 (2010)[36]
- Tristesse Animal Noir (2011)[37]
- Les Particules Elémentaires (2013)[38][39][40][41][42]
- Je ne vous ai jamais aimés (2014)[43]
- Le Père (2015)[44]
- 2666 (2016)[45][46][47]
- 1993 (2017)[48][49][50]
- Joueurs | Mao II | Les Noms (2018)[51][52][53][54]
- Le Marteau et la Faucille (2019)[55][56]
- Vallende Man (2019)[57][58]
- Le Passé (2021)[59][60]
- Dekalog (2021)[61]
- Sturm und Drang (2022)[62]

## Prijzen
- 2018 - Op de 17th edition of Europe Theatre Prize in Sint-Petersburg krijgt Gosselin "The 15th Europe Prize Theatrical Realities", samen met Sidi Larbi Cherkaoui, Cirkus Cirkör, Jan Klata, Milo Rau en Tiago Rodrigues.[63][64]